# Gridley (Iowa)
Pour les articles homonymes, voir Gridley (homonymie).
Gridley est une communauté non constituée en municipalité, du comté d'Emmet en Iowa, aux États-Unis. Gridley est également une ville fantôme. La ville est fondée en 1899 à l'occasion de la construction du chemin de fer. La compagnie ferroviaire baptise la ville en l'honneur d'Ashel Gridley, un banquier de l'Illinois.
Le bureau de poste est inauguré en 1900 et fermé en 1910,.

## Source de la traduction
- (en) Cet article est partiellement ou en totalité issu de l’article de Wikipédia en anglais intitulé « Gridley, Iowa » (voir la liste des auteurs).